# Rancho los Sabinos
Rancho los Sabinos är en ort i Mexiko.   Den ligger i kommunen San Cristóbal Amatlán och delstaten Oaxaca, i den sydöstra delen av landet, 400 km sydost om huvudstaden Mexico City. Rancho los Sabinos ligger 1 819 meter över havet och antalet invånare är 104.
Terrängen runt Rancho los Sabinos är huvudsakligen kuperad, men österut är den bergig. Runt Rancho los Sabinos är det tätbefolkat, med 308 invånare per kvadratkilometer. Närmaste större samhälle är San Cristóbal Amatlán, 2,0 km söder om Rancho los Sabinos. I omgivningarna runt Rancho los Sabinos växer huvudsakligen savannskog.